# Effet Bambi

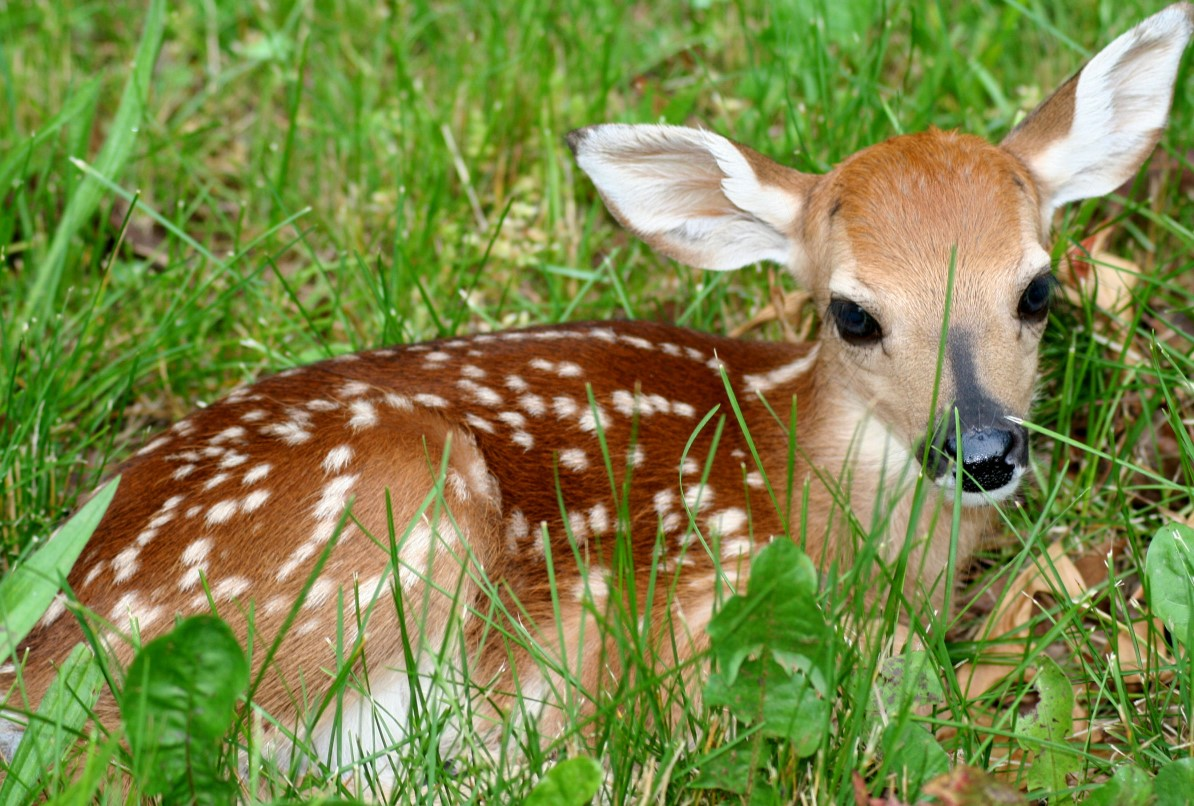
Un faon.

L'effet Bambi est la minimisation de la mort d'un animal esthétiquement moins agréable à la vue par rapport à un autre plus agréable,.
Par extension, le syndrome Bambi désigne de manière dépréciative, notamment dans le milieu de la chasse, « une compassion et un attendrissement exagérés pour le sort des animaux ».
Le nom de cet effet est inspiré du film Bambi (1942) des studios Disney.